# Terezín (powiat Hodonín)
Terezín – gmina w Czechach, w powiecie Hodonín, w kraju południowomorawskim. Według danych z dnia 1 stycznia 2014 liczyła 395 mieszkańców.